# Droga krajowa nr 21 (Polska)
Droga krajowa nr 21 (DK21) – droga krajowa klasy G w województwie pomorskim o długości ok. 85 km z Miastka do Ustki. Gra ważną rolę komunikacyjną, ponieważ łączy dwie najważniejsze, równoległe do siebie trasy leżące w północnej Polsce, tzn. DK6 i DK20. Do 2008 jako jedna z niewielu dróg krajowych przebiegała tylko przez dwa miasta. DK21 przebiega głównie przez pas lasów, który prostopadle przecina łącząc jego dwa skraje. Droga ta jest dość niebezpieczna z racji tego że jest wąska i bez wydzielonych poboczy, jest urozmaicona ponieważ na pewnych odcinkach wije się malowniczo między wzniesieniami a na innych posiada dość długie odcinki proste. Żadna z miejscowości na tej drodze nie posiada obwodnicy.
Podczas XXV sesji Sejmiku Województwa Pomorskiego, która miała miejsce 4 września 2008, radni zgodzili się na zmianę kwalifikacji fragmentu drogi wojewódzkiej nr 210 Ustka – Słupsk na drogę krajową. Zmiana ta ma pozwolić na szybką modernizację tego odcinka z budżetu państwa, co między innymi obiecał mieszkańcom regionu słupskiego premier Donald Tusk, w ramach rekompensaty za budowę tarczy antyrakietowej w Redzikowie. W Zarządzeniu Nr 73 Generalnego Dyrektora Dróg Krajowych i Autostrad z dnia 2 grudnia 2008 w sprawie nadania numerów drogom krajowym ten dotychczasowy fragment DW210 dołączono do DK21.
7 maja 2014 rozpoczęto budowę tzw. słupskiego ringu (małej obwodnicy Słupska), łączącego ul. Poznańską z ul. Portową. 12 grudnia 2015 oddano do użytku odcinek między ul. Grottgera i ul. Portową, a dwa dni później również wiadukt łączący ul. Grottgera z ul. Poznańską.

## Historia numeracji
Na przestrzeni lat trasa posiadała różne oznaczenia:

| Numer | Przebieg                                                       | Lata obowiązywania | Źródło | Uwagi |
| ----- | -------------------------------------------------------------- | ------------------ | --- | --- |
| 290   | Miastko – Słupsk – Ustka                                       | lata 60.           | Zarządzenie Ministra Komunikacji z dnia 9 października 1967 r. w sprawie dopuszczenia do ruchu na drogach publicznych niektórych ciężkich pojazdów (M.P. z 1967 r. nr 57, poz. 278) | dopuszczalny ruch ciężki do 10 ton na odc. Słupsk – Ustka                                                                |
| 294   | Ustka – Słupsk – Suchorze                                      | lata 70. – 1985    | - Samochodowy atlas Polski 1:500 000, wydanie piąte, Państwowe Przedsiębiorstwo Wydawnictw Kartograficznych, 1979, Warszawa - Samochodowy atlas Polski 1:500 000, wydanie dziewiąte, Państwowe Przedsiębiorstwo Wydawnictw Kartograficznych, 1984, Warszawa | Między 1980 a 1984 rokiem odcinek Ustka – Słupsk sklasyfikowano jako drogę drugorzędną                                   |
| 29    | Suchorze – Miastko                                             | lata 70. – 1985    | - Samochodowy atlas Polski 1:500 000, wydanie piąte, Państwowe Przedsiębiorstwo Wydawnictw Kartograficznych, 1979, Warszawa - Samochodowy atlas Polski 1:500 000, wydanie dziewiąte, Państwowe Przedsiębiorstwo Wydawnictw Kartograficznych, 1984, Warszawa | |
| 21    | Ustka – Słupsk – Suchorze – Biały Bór – Gwda Mała – Szczecinek | od 1985            | - Uchwała nr 192 Rady Ministrów z dnia 2 grudnia 1985 r. w sprawie zaliczenia dróg do kategorii dróg krajowych (M.P. z 1986 r. nr 3, poz. 16) - Polska: Atlas samochodowy 1:300 000. Wyd. pierwsze. Warszawa/Wrocław: Polskie Przedsiębiorstwo Wydawnictw Kartograficznych, 1992. ISBN 83-7000-080-0. Brak numerów stron w książce - Polska: Mapa samochodowa 1:700 000, wyd. 1, Szczecin: Wydawnictwo Kartograficzne KOMPAS, 1996–1997, ISBN 83-904373-2-5. Brak numerów stron w książce - Polska: Mapa samochodowa 1:700 000, wyd. II Zmienione i poprawione, Szczecin: Wydawnictwo Kartograficzne KOMPAS, 1997–1998, ISBN 83-904373-3-3. Brak numerów stron w książce - Polska: Mapa samochodowa 1:700 000, wyd. XXVII, Dom Wydawniczy PWN, 2016. Brak numerów stron w książce - Atlas samochodowy Polski 1:200 000 dla profesjonalistów. Wyd. IX. Warszawa: Dom Wydawniczy PWN rok = 2017. ISBN 978-83-7705-978-4. Brak numerów stron w książce | 1. w latach 1999 – 2000 odcinek Ustka – Słupsk posiadał kategorię drogi wojewódzkiej 2. ograniczenia dla ruchu ciężkiego |

## Dopuszczalny nacisk na oś
Od 13 marca 2021 roku na drodze dozwolony jest ruch pojazdów o nacisku pojedynczej osi napędowej do 11,5 tony z wyjątkiem określonych miejsc oznaczonych znakiem zakazu B-19.

### Do 13 marca 2021
Poprzednio na odcinku Miastko – Suchorze – Słupsk dopuszczalny był ruch pojazdów o nacisku pojedynczej osi do 10 ton
. Dawniej dopuszczalny nacisk na oś do 10 ton obowiązywał również na odcinku Słupsk – Ustka.

## Ważniejsze miejscowości leżące na trasie DK21
- Miastko
- Dretyń
- Trzebielino
- Kobylnica
- Słupsk
- Ustka